# Бенжамен Варон
Бенжамен Израел Варон е български политически деец от БКП.

## Биография
Роден е на 26 май 1924 г. в Пловдив. Преди 9 септември 1944 г. лежи в затвора заради комунистическа дейност. Към 1960 г. е ръководител на катедрата по политическа икономия към Висшия финансово-счетоводен институт. Варон е част от групата на Никола Куфарджиев, която изпраща писмо до ЦК на БКП с критики към политиката на Тодор Живков и неговите приближени. Варон отговаря за икономическия анализ изложен в писмото. В резултат на това той и семейството му са изселени от София в добричкото село Рогозина. След 1990 г. публикува редица статии на икономическа тематика и свързани с прехода като „За диагнозата и за още нещо“, "Измислицата за „ляв преход“ като политически наркотик", „За смяната на капиталистическата цивилизация“, „Към въпроса на юридическата и историческата нелегитимност на капитализма“, „Третият път – път за излизане от лявото пространство“, „Има ли алтернатива капитализмът?“ и други.

## Трудове
- Пътеки, Изд. Захарий Стоянов, 2000
- Капитализмът-антагонист на човечеството, Изд. Захарий Стоянов, 2004